# Ilhéu da Praia – Ilha Graciosa
Das europäische Vogelschutzgebiet Ilhéu da Praia – Ilha Graciosa umfasst die kleine, unbewohnte Insel Ilhéu da Praia, die der Azoren-Insel Graciosa vorgelagert ist. Sie liegt im Atlantischen Ozean östlich von Graciosa, etwa 1,5 Kilometer vor der Küste der Gemeinde Praia. Die Insel besteht aus Basalt und ragt etwa 51 m über den Meeresspiegel. Sie hat eine besondere Bedeutung für Seevögel, darunter auch den endemischen Azorenwellenläufer, der erst 2008 als eigene Art beschrieben wurde und weltweit ausschließlich hier brütet.
Ilhéu da Praia - Ilha Graciosa wurde 1990 als Vogelschutzgebiet gemeldet.

## Schutzzweck
Folgende Vogelarten sind für das Gebiet gemeldet; Arten, die im Anhang I der Vogelschutzrichtlinie geführt sind, sind mit * gekennzeichnet:
| Bild                | Anhang I | EU Code | Art                 | wissenschaftlicher Name |
| ------------------- | -------- | ------- | ------------------- | ----------------------- |
| Graureiher          |          | A026    | Graureiher          | Ardea cinerea           |
| Steinwälzer         |          | A169    | Steinwälzer         | Arenaria interpres      |
| Sumpfohreule        | *        | A222    | Sumpfohreule        | Asio flammeus           |
| Bulwersturmvogel    | *        | A387    | Bulwersturmvogel    | Bulweria bulwerii       |
| Sanderling          |          | A144    | Sanderling          | Calidris alba           |
| Sepiasturmtaucher   |          | A010    | Sepiasturmtaucher   | Calonectris diomedea    |
| Seeregenpfeifer     | *        | A138    | Seeregenpfeifer     | Charadrius alexandrinus |
| Seidenreiher        | *        | A026    | Seidenreiher        | Egretta garzetta        |
| Mantelmöwe          |          | A187    | Mantelmöwe          | Larus marinus           |
| Lachmöwe            |          | A179    | Lachmöwe            | Larus ridibundus        |
| Uferschnepfe        |          | A156    | Uferschnepfe        | Limosa limosa           |
| Regenbrachvogel     |          | A158    | Regenbrachvogel     | Numenius phaeopus       |
| Madeirasturmvogel   | *        | A390    | Madeirasturmvogel   | Oceanodroma castro      |
| Madeirawellenläufer | *        | A386    | Madeirawellenläufer | Pterodroma feae         |
| Zwergsturmtaucher   | *        | A388    | Zwergsturmtaucher   | Puffinus assimilis      |
| Rosenseeschwalbe    | *        | A192    | Rosenseeschwalbe    | Sterna dougallii        |
| Rußseeschwalbe      |          | A564    | Rußseeschwalbe      | Sterna fuscata          |
| Flussseeschwalbe    | *        | A193    | Flussseeschwalbe    | Sterna hirundo          |